# سیاه‌خزک‌ها
سیاه‌خزک‌ها (نام علمی: Melanerpes) نام یک سرده از زیرخانواده دارکوبیان است.

## گونه‌ها
- دارکوب سفید، Melanerpes candidus
- دارکوب لوییس، Melanerpes lewis
- دارکوب گوادلوپ، Melanerpes herminieri
- دارکوب پورتوریکویی، Melanerpes portoricensis
- دارکوب سرقرمز، Melanerpes erythrocephalus
- دارکوب بلوط، Melanerpes formicivorus
- دارکوب کاکل‌زری، Melanerpes cruentatus
- دارکوب جلوزرد، Melanerpes flavifrons
- دارکوب قفاطلایی، Melanerpes chrysauchen
- دارکوب زیبا، Melanerpes pulcher
- دارکوب گونه‌سیاه، Melanerpes pucherani
- دارکوب جلوسفید، Melanerpes cactorum
- دارکوب هیسپانیولا، Melanerpes striatus
- دارکوب جامائیکایی، Melanerpes radiolatus
- دارکوب گونه‌طلایی، Melanerpes chrysogenys
- دارکوب سینه‌خاکستری، Melanerpes hypopolius
- دارکوب یوکاتان، Melanerpes pygmaeus
- دارکوب کاکل‌قرمز، Melanerpes rubricapillus
- دارکوب جیلا، Melanerpes uropygialis
- دارکوب هوفمان، Melanerpes hoffmannii
- دارکوب جلوطلایی، Melanerpes aurifrons
- Velasquez's woodpecker, Melanerpes santacruzi
- دارکوب شکم‌سرخ، Melanerpes carolinus
- دارکوب هند غربی، Melanerpes superciliaris